# Roger Hallam
Roger Hallam, Julian Roger Hallam (ur. 4 maja 1966) – walijski aktywista ekologiczny, współtwórca i jeden z liderów ruchu Extinction Rebellion.

## Życiorys
Hallam przez kilkanaście lat prowadził ekologiczne gospodarstwo rolne w Walii. Porzucił gospodarstwo, by rozpocząć studia doktoranckie na King's College w Londynie. Jako doktorant tej uczelni w 2017 rozpoczął strajk głodowy, domagając się, by uczelnia przestała używać paliw kopalnych. Protest zakończył się sukcesem: uczelnia ogłosiła, że przestanie używać paliw kopalnych do 2020 roku. 
W październiku 2018 r. Hallam powołał do życia grupę Extinction Rebellion, której celem jest organizowanie pokojowych protestów, domagających się zmiany polityki rządów w celu zapobieżenia globalnej katastrofie klimatycznej. We wrześniu 2019 został aresztowany w związku z próbą blokowania ruchu samolotów nad lotniskiem Heathrow: grupa aktywistów próbowała latać dronami nad lotniskiem. 
W 2019 roku opublikował książkę pod tytułem Common Sense For the 21st Century.